# Zygaenosia eximia
Zygaenosia eximia är en fjärilsart som beskrevs av Rothschild 1936. Zygaenosia eximia ingår i släktet Zygaenosia och familjen björnspinnare. Inga underarter finns listade i Catalogue of Life.